# Engine of Pain
Engine of Pain ist eine niederländische Thrash-Metal-Band aus Nieuwstadt, die im Jahr 2003 gegründet wurde.

## Geschichte
Die Band wurde im Mai 2003 von Bassist Maurice Brouwers, Gitarrist Patrick Waltmans und Schlagzeuger Joep Beckers gegründet. Im Februar 2004 nahm die Band ihre erste EP Here Is the Pain! auf, wobei darauf Sänger Nick Hameury und Gitarrist Ruud Bänziger als zusätzliche Mitglieder zu hören waren. Durch die EP erreichte die Gruppe einen Auftritt auf dem Wacken Open Air. Im Oktober 2005 begannen die Arbeiten zum Debütalbum der Band, das am 26. Januar 2007 unter dem Namen I Am Your Enemy weltweit bei Lion Music erschien. Im November 2007 nahm die Band ein Demo auf, auf dem Gitarrist Bastiaan Kuiper und Sänger Rogier Stockbroeks als neue Mitglieder zu hören waren. Im Juli 2009 kam Sänger Hameury wieder zur Band zurück, Luc de Warem war als neuer Gitarrist in der Besetzung.

## Stil
Die Band orientiert sich größtenteils am klassischen Thrash Metal aus der San Francisco Bay Area, jedoch werden teilweise auch Einflüsse von Bands wie Pantera, Channel Zero und The Haunted verarbeitet.

## Diskografie
- 2004: Here Is the Pain! (EP, Eigenveröffentlichung)
- 2007: I Am Your Enemy (Album, Lion Music)
- 2007: New Line Up Promo (Demo, Eigenveröffentlichung)
- 2011: Doomsday Machine (EP, Eigenveröffentlichung)